# 艾氏卡测定方法
艾氏卡测定方法是用于测定煤、石油焦、焦碳中的全硫含量的标准方法，是一种可用用作仲裁的方法。
将样品与艾氏卡试剂（一份碳酸钠与两份氧化镁）混合，在充分通空气的情况下加热到850℃，样品中各种硫转化为可以溶于水的硫酸盐，然后加入氯化钡s生成硫酸钡沉淀。根据硫酸钡的量算出硫的含量。